# Sergio Micheli
Sergio Micheli (Siena, 24 aprile 1930 – Siena, 14 settembre 2015) è stato un regista e storico del cinema italiano.
È stato uno dei massimi esperti della cinematografia dei paesi dell'est Europa.

## Biografia
Dopo essersi laureato in lettere, ha condotto ricerche sul cinema dell'est, in particolare la Bulgaria e la ex RDT - Repubblica Democratica Tedesca, pubblicando numerose monografie ed articoli per il Filmlexicon degli autori e delle opere del Centro sperimentale di cinematografia di Roma. Nel 1979 ha ricevuto l'alto riconoscimento governativo dell'Ordine dei Santi Cirillo e Metodio e nel 2005 la laurea honoris causa dall'Università di Sofia.
Parallelamente, si interessa alla cinematografia dei Gruppi universitari fascisti, i cosiddetti Cineguf, recuperando filmati che altrimenti sarebbero andati perduti, tra questi il film Cinci di Michele Gandin, spezzoni sul Palio negli anni Trenta ed altri. Nelle sue ricerche storiche, ha ritrovato e fatto restaurare all'Istituto Luce il Palio del 16 agosto 1909 (vinto dalla Contrada del Drago con Angelo Meloni), filmato dai F.lli Cervi di Milano: si tratta del film sul Palio di Siena più antico esistente, tra l'altro assai importante poiché nel film sono presenti immagini della città e dei costumi d'epoca. Negli anni molte sono le pellicole ritrovate, peraltro su supporti infiammabili, fatte restaurare.
È stato a lungo docente di Storia e Critica del Cinema all'Università per stranieri di Siena e direttore del Centro Studi sul Cinema della Facoltà di Lettere dell'Università di Siena. Nella sua attività di docenza ha promosso incontri con i più importanti registi, attori, musicisti del '900, tra cui Alberto Sordi, Ettore Scola, Milo Manara, Florestano Vancini, Paolo e Vittorio Taviani, Carlo Verdone, Michelangelo Antonioni, Ennio Morricone, István Gaál, Bruno Bozzetto e studiosi di cinema, tra cui Oreste Del Buono, Franco Fortini, Massimo Mida, solo per ricordarne alcuni.
Per dieci anni, dal 1997 al 2007, ha diretto il periodico Carte di Cinema, organo ufficiale della Federazione italiana dei cineclub (FEDIC), una delle più antiche associazioni culturali riconosciute in ambito cinematografico.
Nel 2014 ha ricevuto il "Mangia d'Oro", riconoscimento per i suoi meriti artistici e sociali da parte della città. Muore nel 2015.
Ha pubblicato articoli su quotidiani e riviste italiane e internazionali, tra cui il manifesto, Quaderni di Cinema, La Nazione, Paese Sera, L'Unità, Film a doba (Praga), Kinoiskustvo (Sofia), Film und Fernsehen (Berlino), Filmoterca (Madrid), Plamak (Sofia), La Stampa, Giornale di Sicilia e tanti altri.

## Filmografia
- Tramonto di una stagione (1960)
- L'uomo e il marmo (1962)
- Mondo di notte (1962)
- Maldoror: ieri… oggi (11', 16 mm., 1963) co-regia di Giovanni Parenti, a cura del Cineclub Siena
- Hitler... lo conosco! (10', U-Matic, 1964) co-regia di Giovanni Parenti, a cura del Cineclub Viareggio
- Mezzadria (23', 16 mm., 1964) testo di Tommaso Chiaretti
- Cooperativa a Breniza (12', 35 mm., 1966) coproduzione Kinohronika Sofia e Unitelefilm Roma
- Perché Siena Viva! (35', 35 mm., 1968) testo di Felice Chilanti
- Siena '70 (18', 35 mm., 1969)
- L'ettaro più grande (13', 1970), collaborazione di Pier Paolo Pasolini, coproduzione Kinohronika Sofia e Unitelefilm Roma
- La terra che dà i suoi frutti per tutti (25', 1971), coproduzione Kinohronika Sofia
- L'arborato cerchio (serie di 5 film su Lucca, ognuno di 27', 1990), messo in onda dalla Rai Dipartimento Scuola-Educazione
- Ai piedi del sorbo. L'eccidio di Montemaggio (28', video, 1994), sulla fucilazione di 19 giovani da parte dei fascisti il 28 marzo 1944
- Via con gli eventi (120', video, 1995)
- Siena in camicia nera (video, 1996)

Ha collaborato inoltre alla regia del film Il tramonto della mezzadria di Giuseppe Ferrara (1965) e alla sceneggiatura del film Giulietta del Palio di Carlo Di Carlo (1983), produzione Rai.

## Opere
- Il cinema bulgaro, Marsilio, 1971 - ASIN: B00BO56BEE
- Mass Media: Intellettuali e pubblico. Cinema, televisione, fumetto, teatro, giornali: il problema della comunicazione e delle sue tecniche, Luciano Landi, 1977 - ASIN: B00QH1O6I8
- Il cinema nella Repubblica Democratica Tedesca. Trenta anni di attività della DEFA, Bulzoni, 1978
- Il cinema bulgaro degli anni Settanta, Bulzoni, 1979 - ASIN: B005TPTPNO
- Cinema ungherese. Tradizione, idee, forme, Bulzoni, 1982
- Pirandello in cinema. Da «Acciaio» a «Káos». In appendice «Il recupero di Cinci» un film del 1939 di Michele Gandin, Bulzoni, 1989 - EAN: 9788871190280
- Il film. Struttura, lingua, stile. Analisi su alcuni campioni di cinema italiano: Antonioni, Scola, Visconti, Taviani, Bulzoni, 1991 - EAN: 9788871193786 - ISBN 9788871193786
- Lo sguardo smaliziato. Cinema e arte figurativa. Il movimento, Bulzoni, 1994 - EAN: 9788871197418
- L' approccio smaliziato dello sguardo, Bulzoni, 1996 - EAN: 9788871199566
- Quo vadis? Un film a soggetto nella Siena del '21, Editrice Tipografia Senese, 1996
- Lo sguardo oltre la norma. Cinema e arte figurativa. Luce, colore, espressione, gesto, scenografia e costume, Bulzoni, 2000 - EAN: 9788883194993
- Sono nato a Casablanca... ma non sono Humphrey Bogart. La vera storia del medico Sabetta e dell'attore Roberto Villa (con Roberto Villa), Aida, 2002 - EAN: 9788883290152
- Bertolt Brecht e il cinema di Weimar, Manent, 2002 - ISBN 8886715242 - ISBN 9788886715249
- Roberto Villa. Attore e divo, Manent, 2002 - ISBN 8886715099 - ISBN 9788886715096
- Innovazione e trasgressione nell'arte dei primitivi senesi, Bulzoni, 2005 - EAN: 9788878700154
- Il pianeta cinema. Incontri ravvicinati, La Mongolfiera, 2005 - ISBN 8887897662 - ISBN 978-8887897661
- Gli uomini che mascalzoni. Un film del 1932 di Mario Camerini prototipo della commedia all'italiana, Aymarà Comunicazione, 2007 - EAN: 9788890042027
- Cinema, pittura, musica. Per un accordo armonico, Bulzoni, 2007 - EAN: 9788878702189
- Signor Parkinson? Prego, si accomodi! Intrattenimento semiserio dell'arrivo di un ospite indesiderato, Aida, 2009 - EAN: 9788883290770
- Nozze d'oro, Aida, 2010 - EAN: 9788883291036
- C'era una volta il cinema d'oltre cortina, Pascal, 2011 - EAN: 9788876261060
- Amore mio bello e altre storie di amorosi sensi, Il Filo, 2011 - EAN: 9788856746624
- Camillo Benso Conte di Cavour, La Mongolfiera, 2011
- Il cinema italiano dal sonoro al neorealismo (1930-1945). Storie e teorie - Per uno studio dei film del "ventennio". 2 Voll. (con Paola Micheli), Betti, 2013 - EAN: 9788875763251
- Storia di un bancario turbolento, Pascal, 2013 - EAN: 9788876261268
- Siena ridens. L'arte della caricatura a Siena, Pascal, 2014 - EAN: 9788876261299
- Maria Denis. La vita dell'attrice e l'incontro con Luchino Visconti, NIE, 2016 - EAN: 9788871453514 - ISBN 9788871453514